# Andry Laffita
Andry Laffita, född 26 mars 1978 i Pinar del Río, Kuba, är en kubansk boxare som tog OS-silver i flugviktsboxning 2008 i Peking. Laffita vann även silver i amatörboxnings-VM 2005 i Mianyang.

## Meriter

### Olympiska meriter

#### Olympiska sommarspelen 2008
- Huvudartikel: Boxning vid olympiska sommarspelen 2008

| Tävlande      | Viktklass | Sextondelsfinal      | Åttondelsfinal       | Kvartsfinal          | Semifinal             | Final                    |
| Tävlande      | Viktklass | Motståndare Resultat | Motståndare Resultat | Motståndare Resultat | Motståndare Resultat  | Motståndare Resultat     |
| ------------- | --------- | -------------------- | -------------------- | -------------------- | --------------------- | ------------------------ |
| Andry Laffita | Flugvikt  |                      | Yafai (GBR) W 9-3    | Arroyo (PUR) W 11-2  | Balakshin (RUS) W 9-8 | Jongjohor (THA) · L2-8 · |